# Campo del Cielo
Campo del Cielo – meteoryt żelazny, którego fragmenty są znajdowane w Argentynie. Część z nich ma masę wielu ton. Obiekt, którego są fragmentami, był małą planetoidą z grupy Apolla, która weszła w atmosferę ziemską i rozpadła się na części około 2000 lat p.n.e.
Nazwa ta odnosi się także do obszaru, na którym znajduje się ponad dwadzieścia kraterów uderzeniowych utworzonych w wyniku upadku tego meteorytu.

## Historia
Upadek meteorytów na Campo del Cielo miał miejsce w czasach, gdy tereny Chaco były zamieszkane przez ludzi i zachował się w pamięci Indian. Gdy na ziemie te przybyli konkwistadorzy, mieszkańcy Chaco opowiedzieli im o żelazie, które spadło z nieba i zaprowadzili na miejsce, gdzie spoczywał około czternastotonowy meteoryt, nazwany przez Hiszpanów Mesón de Fierro („Stół z żelaza”). Był on miejscem pielgrzymek Indian, wyznających kult solarny i wierzących, że meteoryt ten jest fragmentem Słońca. Legenda głosiła, że gdy w określonym dniu roku padną na niego pierwsze promienie Słońca, przemienia się on w świetliste drzewo, rozbrzmiewające dźwiękami podobnymi do setek dzwonów. Najprawdopodobniej jest to opisem upadku bolidu i pozostawionych na niebie, rozgałęziających się śladów jego części, przetworzonym przez wyobrażenia miejscowych ludzi.
Hiszpanie uznali, że jest to fragment żyły żelaza rodzimego, jednak próba eksploatacji została podjęta dopiero podczas jednej z kolejnych wypraw, w 1783 roku. Hiszpanie pod wodzą Rubina de Celis podkopali meteoryt, przechylili go i zdetonowali ładunek prochu, nie znajdując żyły. De Celis uznał, że żelazo musi pochodzić z erupcji wulkanicznej i pozostawił meteoryt na Chaco; próbki żelaza wysłał do analiz do Europy. Obecnie miejsce, gdzie znajduje się Mesón de Fierro, nie jest znane.
W 1933 roku po raz pierwszy powiązano zagłębienia terenu, zawierające mniejsze fragmenty materii meteorytowej, z upadkiem meteorytów.

## Meteoryty

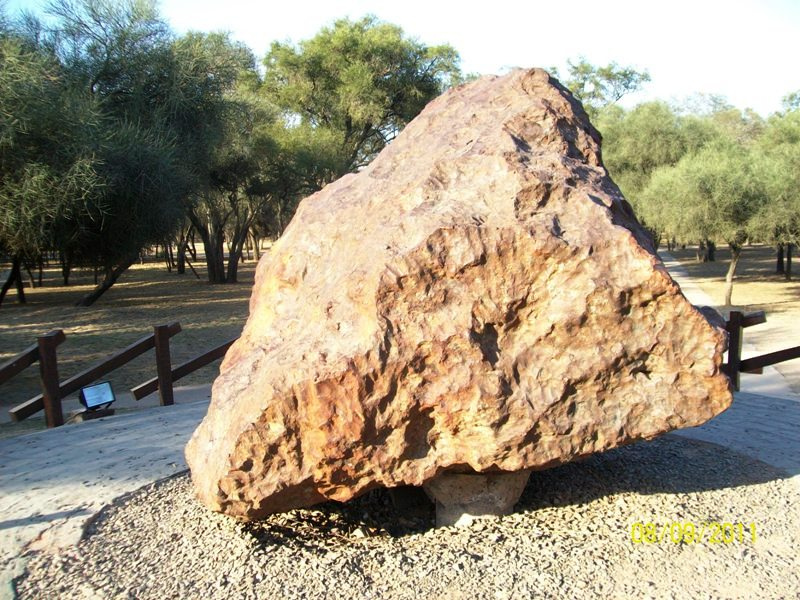
Największy fragment El Chaco

Znaleziono bardzo wiele fragmentów tego meteorytu, które znajdują się w licznych kolekcjach. Największe z nich, o masie powyżej tony, to:
| Nazwa           | Masa (t) | Rok odnalezienia | Miejsce przechowywania                    | Uwagi                       |
| --------------- | -------- | ---------------- | ----------------------------------------- | --------------------------- |
| El Chaco        | 37,4     | 1980             | Gancedo, Argentyna                        |                             |
| Mesón de Fierro | 15       | 1576             | zaginiony                                 | masa przybliżona            |
| –               | 10       | 1997             | w pobliżu miejsca znalezienia             | masa przybliżona            |
| La Sorpresa     | 8,5      | 2005             | znajduje się w kraterze                   | masa przybliżona (7-10 ton) |
| El Toba         | 4,210    | 1923             | Buenos Aires                              |                             |
| La Perdida (2)  | 3,370    | 1965             | znajduje się w kraterze                   |                             |
| El Taco         | 1,998    | 1962             | Muzeum Historii Naturalnej w Waszyngtonie | masa pierwotna 3,090 tony   |
| La Perdida (1)  | 1,625    | 1965             | planetarium w Buenos Aires, Agentyna      |                             |
| Gancedo         | 30,8     | 2016             |                                           |                             |

Meteoryt El Chaco o masie 37 ton jest drugim co do wielkości znalezionym na Ziemi, po południowoafrykańskim meteorycie Hoba.

## Kratery
Na miejscu spadku znajduje się co najmniej dwadzieścia małych kraterów, znajdują się one w eliptycznym obszarze o wymiarach 18,5 × 3 km. Utworzył je deszcz meteorytów, spowodowany rozpadem w atmosferze ciała macierzystego, lecącego pod niskim kątem do powierzchni ziemi (ok. 9°). Kratery mają niewielkie rozmiary, największy z nich ma średnicę ok. 60 m.
Cztery największe kratery są położone w pobliżu centrum obszaru i powstały prawdopodobnie na skutek typowego uderzenia meteorytu w ziemię, które oprócz wybicia krateru rozerwało także sam meteoryt. Tymczasem spod den dwóch mniejszych kraterów zostały wydobyte wielotonowe fragmenty meteorytów, które wyryły w dnie długie, relatywnie wąskie tunele (o średnicy podobnej do samego meteorytu). Ta nietypowa charakterystyka wskazuje, że kratery te zostały utworzone w lessach przez falę uderzeniową związaną z upadkiem, podczas gdy sam meteoryt w momencie zetknięcia z ziemią zdążył już zwolnić do prędkości poddźwiękowej i wbił się w nią.
W kraterach odnaleziony został węgiel powstały ze spalonej materii organicznej, najprawdopodobniej wskutek pożarów wywołanych upadkiem bolidu. Pozwoliło to oszacować czas upadku metodą datowania radiowęglowego; najprawdopodobniej miał on miejsce 3945 ± 85 lat BP.